# Baghdad
Baghdad (in arabo بغداد‎?, Baghdād, in età abbaside Madīnat al-Salām, lett. "Città della pace", in italiano antico Baldacco, Baldacca o Baudac), o Bagdad, è la capitale dell'Iraq e dell'omonimo governatorato. È la seconda città più grande dell'Asia occidentale, dopo Teheran: il calcolo della popolazione per il 2014 è di 7 665 292 abitanti. La città è situata lungo il corso del fiume Tigri alle coordinate approssimative 33°20' N, 44°26' E.

## Storia
La città di Baghdad fu fondata tra il 762 e il 767 d.C per volere del califfo Al-Mansur. L'insediamento fu probabilmente realizzato sul sito di un preesistente villaggio persiano. La città sorse nei pressi della più antica Seleucia e sull'altra riva rispetto a Ctesifonte, capitale dell'Impero sasanide. Il nome della città ha origine incerta: secondo alcuni deriverebbe dal "Dio (ha) dato". Un muro circolare sorgeva attorno alla residenza califfale e agli uffici a essa connessi, così Baghdad divenne conosciuta anche come "Città circolare", divenendo un modello urbanistico di "triplice cinta sacra".
Alcune generazioni dopo la fondazione, Baghdad divenne il centro commerciale e culturale dell'epoca d'oro islamica. Secondo alcune fonti fu la prima città al mondo, alla sua acme, a superare il milione di abitanti. Una larga parte della popolazione era originaria dell'Iran, in particolare della zona di Khorasan. Molte delle storie narrate nelle Mille e una notte sono ambientate nella Baghdad di quel periodo, governata dal califfo Hārūn al-Rashīd.
Baghdad fu anche per tutto il periodo abbaside califfale fra le città maggiormente cosmopolite. In essa vivevano musulmani, cristiani, ebrei e zoroastriani provenienti da tutto il Vicino e Medio Oriente nonché dall'Asia Centrale.
La rapida crescita della popolazione rallentò con lo spostamento della capitale a Sāmarrāʾ, cui seguirono la perdita delle province occidentali e orientali con la fine del centralismo abbaside, la "tutela" buwayhide e la dominazione dei Selgiuchidi (1055-1135).
La città rimase comunque uno dei principali centri culturali e commerciali del mondo fino al 10 febbraio 1258, quando fu presa e saccheggiata dai Mongoli guidati da Hulagu, nipote di Gengis Khan. I Mongoli massacrarono tra i 200 000 e i 800 000 cittadini, fra cui il califfo abbaside al-Musta'sim e devastarono vaste zone della città e i canali di irrigazione, oltre alla celeberrima biblioteca, la Bayt al-Ḥikma. Il sacco di Baghdad mise fine al califfato abbaside, un colpo da cui la civiltà arabo-islamica non si sarebbe mai più ripresa completamente.

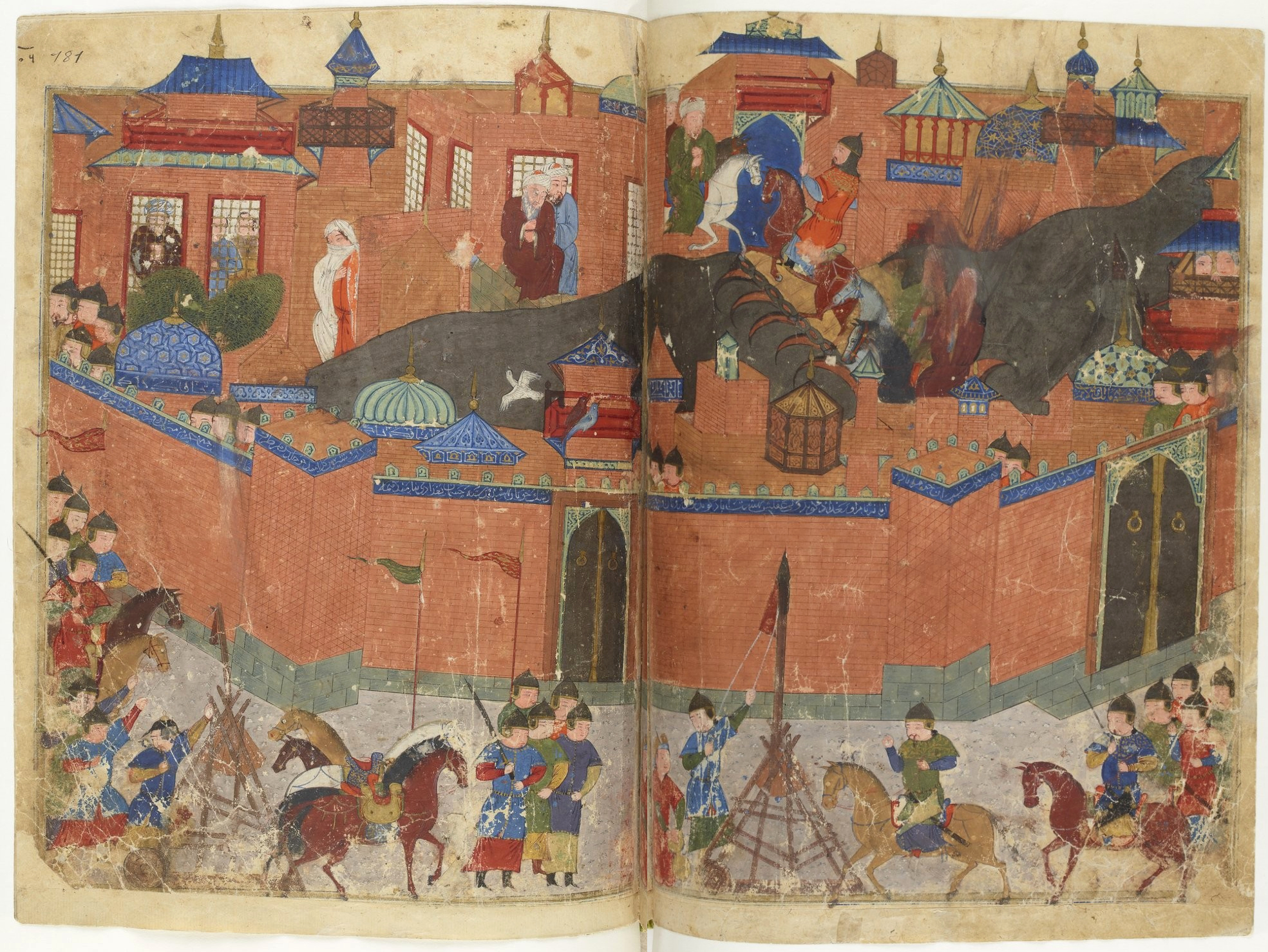
Assedio di Baghdad da parte del khan mongolo Hulagu nel 1258

Nel 1401 Baghdad fu nuovamente saccheggiata dai Turco-Mongoli, capeggiati da Tamerlano.
Nel 1534 Baghdad venne conquistata dagli ottomani. Sotto l'Impero ottomano Baghdad cadde in un periodo di declino, spopolandosi in misura considerevole.

### Storia moderna
Sino alla fine della prima guerra mondiale Baghdad fece parte dell'Impero ottomano, che si era schierato dalla parte degli Imperi centrali. La città fu occupata dalle truppe britanniche al termine della cosiddetta campagna della Mesopotamia.
In seguito venne fondato prima il Mandato britannico della Mesopotamia, accordato dalla Società delle Nazioni dal 1921, seguito dal Regno dell'Iraq, che ottenne un'indipendenza formale nel 1932 e totale nel 1946. La popolazione della città crebbe da 145 000 abitanti stimati nel 1900 a 580 000 nel 1950.
Durante gli anni 1970 Baghdad visse un periodo di crescita e prosperità grazie all'aumento del prezzo del petrolio, la principale risorsa esportata dall'Iraq. In questo periodo furono costruite nuove infrastrutture, come nuovi impianti fognari, idrici e autostrade. La guerra Iran-Iraq (1980-1988) fu un periodo difficile per la città: molte risorse economiche furono destinate alle forze armate e migliaia di cittadini morirono nel conflitto. L'Iran lanciò alcuni attacchi missilistici contro Baghdad, ma essi causarono relativamente poche vittime e lievi danni.
La guerra del Golfo del 1991 causò maggiori e più seri danni a Baghdad, in particolare al suo sistema di trasporti, alle infrastrutture energetiche e sanitarie.
Nel marzo e aprile 2003, durante l'invasione dell'Iraq, Baghdad venne pesantemente bombardata, e le prime forze statunitensi entrarono in città fra il 7 e il 9 aprile. Ulteriori danni furono causati dai gravi saccheggi avvenuti nei giorni successivi alla fine della guerra. Con la deposizione del regime di Saddam Hussein, la città fu occupata dalle truppe americane. L'autorità provvisoria della coalizione (Coalition Provisional Authority o CPA) creò nel cuore della città un'area fortificata di 8 km² chiamata "Zona verde" eretta a propria sede e a quella del successivo governo provvisorio. La Coalition Provisional Authority cedette il potere al governo ad interim alla fine di giugno 2004, dopo le elezioni politiche svoltesi nel gennaio di quello stesso anno.
Molti abitanti di Baghdad mostrarono insofferenza nei confronti delle forze occupanti, dato che i servizi essenziali come l'elettricità e la distribuzione dell'acqua erano insufficienti e occasionali. Inoltre a causa delle disastrose condizioni igienico-sanitarie si verificarono episodi di colera e di decessi di bambini dovuti alla contaminazione delle acque e alla scarsità di cibo. Nella calda estate 2004 l'energia elettrica era disponibile solo a intermittenza nella maggior parte della città. Un ulteriore motivo di scontento era la mancanza di sicurezza. Il coprifuoco imposto immediatamente dopo l'invasione fu rimosso nell'inverno 2003, ma la città, che un tempo aveva una vivace vita notturna, quando si fa buio veniva considerata troppo pericolosa da molti cittadini. Fra i pericoli figuravano rapimenti, violenze sessuali e il rischio di rimanere coinvolti in combattimenti tra forze di occupazione e insorti.
Alla storia recente di Baghdad è legata la vicenda venuta alla luce nella primavera del 2004 riguardo a torture e sevizie perpetrate da soldati degli eserciti statunitense e britannico ai danni di reclusi nella prigione di Abu Ghraib (ossia Abū Ghurayb).

## Geografia fisica

### Territorio
Baghdad si trova sul fiume Tigri e a 50 km dall'Eufrate in una zona prevalentemente pianeggiante. Nonostante la posizione vicina al fiume e i numerosi spazi verdi, l'influenza del deserto, situato a sud e a ovest, si fa sentire con tempeste di sabbia. Nella parte occidentale della città ci sono larghi viali, le residenze più lussuose e molti edifici governativi, le case più economiche si trovano generalmente nella parte orientale.
Storicamente Baghdad era un centro di grande importanza per il commercio internazionale. Vie commerciali dall'India, dalla Persia e dall'Europa si incontravano nella città. Oggi il ricco quartiere di Karrada è il principale distretto commerciale cittadino. Baghdad è ancora un nodo importante del traffico stradale aereo e ferroviario. Il maggiore aeroporto cittadino è il Baghdad International Airport.

### Clima
Secondo la classificazione climatica di Köppen, il clima di Baghdad è di tipo desertico caldo, caratterizzato da estati estremamente calde, lunghe e secche e inverni miti o freschi, leggermente umidi e brevi.
Durante l'estate, da giugno ad agosto, Baghdad registra temperature massime medie di 44° C. Le precipitazioni in questo periodo sono estremamente rare, verificatesi in meno di una mezza dozzina di occasioni e mai superiori a 1 mm. Anche di notte, le temperature difficilmente scendono sotto i 24 °C. La temperatura più alta mai registrata in città è stata di 51,8 °C il 28 luglio 2020. L'umidità estiva rimane inferiore al 50%, poiché Baghdad è distante sia dalle paludi del sud dell'Iraq che dalle coste del Golfo Persico. Le tempeste di sabbia, provenienti dai deserti occidentali, sono un fenomeno frequente durante l'estate.
Durante l'inverno, da dicembre a febbraio, le temperature massime medie variano tra i 16 e i 19°C. Le minime possono scendere sotto lo zero un paio di volte all'anno. Le precipitazioni annuali, concentrate quasi interamente tra novembre e marzo, ammontano in media a circa 150 mm, con valori massimi di 338 mm e minimi di 37 mm. L'11 gennaio 2008, per la prima volta in 100 anni, si è verificata una leggera nevicata su Baghdad. Un altro episodio simile è stato registrato l'11 febbraio 2020, con accumuli in tutta la città.
| Baghdad (1991-2020)          | Mesi  | Mesi  | Mesi  | Mesi  | Mesi  | Mesi  | Mesi  | Mesi  | Mesi  | Mesi  | Mesi  | Mesi  | Stagioni | Stagioni | Stagioni | Stagioni | Anno    |
| Baghdad (1991-2020)          | Gen   | Feb   | Mar   | Apr   | Mag   | Giu   | Lug   | Ago   | Set   | Ott   | Nov   | Dic   | Inv      | Pri      | Est      | Aut      | Anno    |
| ---------------------------- | ----- | ----- | ----- | ----- | ----- | ----- | ----- | ----- | ----- | ----- | ----- | ----- | -------- | -------- | -------- | -------- | ------- |
| T. max. media (°C)           | 16,2  | 19,3  | 24,5  | 30,5  | 37,1  | 42,2  | 44,7  | 44,5  | 40,3  | 34,0  | 23,9  | 18,0  | 17,8     | 30,7     | 43,8     | 32,7     | 31,3    |
| T. min. media (°C)           | 4,7   | 6,5   | 10,5  | 15,7  | 21,1  | 24,9  | 26,9  | 26,2  | 22,2  | 17,2  | 10,2  | 6,0   | 5,7      | 15,8     | 26,0     | 16,5     | 16,0    |
| T. max. assoluta (°C)        | 24,8  | 28,2  | 36,6  | 42,0  | 46,7  | 49,6  | 51,8  | 50,0  | 48,4  | 40,2  | 35,6  | 25,3  | 28,2     | 46,7     | 51,8     | 48,4     | 51,8    |
| T. min. assoluta (°C)        | −11,0 | −10,0 | −5,5  | −0,6  | 8,3   | 14,6  | 22,4  | 20,6  | 15,3  | 6,2   | −1,5  | −8,7  | −11,0    | −5,5     | 14,6     | −1,5     | −11,0   |
| Precipitazioni (mm)          | 24,6  | 16,6  | 15,7  | 16,2  | 3,3   | 0,0   | 0,0   | 0,0   | 0,1   | 7,6   | 23,6  | 17,0  | 58,2     | 35,2     | 0,0      | 31,3     | 124,7   |
| Giorni di pioggia            | 5     | 5     | 6     | 4     | 2     | 0     | 0     | 0     | 0     | 1     | 5     | 6     | 16       | 12       | 0        | 6        | 34      |
| Umidità relativa media (%)   | 69,1  | 58,9  | 48,7  | 41,1  | 31,4  | 24,4  | 23,8  | 25,7  | 30,9  | 41,6  | 57,9  | 68,0  | 65,3     | 40,4     | 24,6     | 43,5     | 43,5    |
| Ore di soleggiamento mensili | 192,2 | 203,4 | 244,9 | 255,0 | 300,7 | 348,0 | 347,2 | 353,4 | 315,0 | 272,8 | 213,0 | 195,3 | 590,9    | 800,6    | 1 048,6  | 800,8    | 3 240,9 |

### Quartieri e distretti

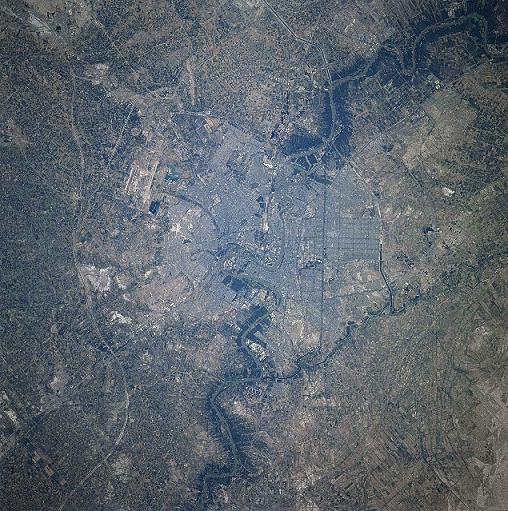
Baghdad vista dalla Stazione Spaziale Internazionale

#### Ad ovest del Tigri
- Distretto di al-Kāẓimiyya
  - Kāẓimiyya (quartiere)
  - al-Shu'ala
  - Utafiyya
  - Hurriya City
- Karkh Distretto
  - Green Zone
- Distretto di al-Manṣūr
  - al-Gazaliyya
  - Iskan
  - al-Washash
  - al-'Adel
  - Hayy al-Jami'a
  - al-Khaḍrāʾ
  - al-Manṣūr (quartiere)
  - al-Amiriyya (al-Amīriyya)
  - Yarmūk
- Distretto al-Rashīd
  - Hayy al-Amil: a Est e a Ovest di al-Jihād e di Bayya’, lungo la strada per l'Aeroporto Internazionale di Baghdad.
  - al-Bayya': E di Amil, lungo la strada per l'Aeroporto di Baghdad.
  - al-Jihād: A E di Furāṭ e a O di Amil, lungo la strada per l'Aeroporto Internazionale di Baghdad.
  - Hayy al-Shurta: Area a prevalenza operaia nell'estremità occidentale di Baghdad"[16]
  - Muwasalat e Shurta al-Khamsa quartiere, a S di Bayya’
  - Swayb
  - al-Saydiyya
  - al-Jadriyya
  - Furāṭ: a E dell'Aeroporto Internazionale di Baghdad, lungo la relativa strada

#### Ad est del Tigri
- Distretto di al-Aʿẓamiyya
  - Shaʿb City
  - Shaʿb-Ur: Nord di Sadr City
  - Hayy Ur
  - al-Waziriyya
  - al-Aʿẓamiyya (quartiere)
  - Tra le Mura di Baghdad e al-Aʿẓamiyyah vi sono numerosi piccoli quartieri
    - Dilfiya
    - Maghrib
    - Kasra
    - Qahira
    - Sulaykh
    - Saba Abkar
    - Raghiba Khatun area di al-Aʿẓamiyya
    - Ilam
- Sadr City
- Distretto di al-Ruṣāfa
  - Bab al-Moatham
  - Faḍil: quartiere arabo sunnita di caseggiati lungo la riva Est del fiume Tigri, è il quartiere più antico di Baghdād[17]
  - Sheikh Omar, presso Faḍil[18]
  - Sadriyya
  - Shorja: area di mercato, sorta in età abbaside già verso il 750 d.C.,[19] è la più antica della città.[20]
  - Bab al-Sharqi: area socialmente mista.
  - al-Saʿdūn
- New Baghdad (Baghdād al-Jadīda) o 9 Nissan District
  - Zayuna: quartiere socialmente misto.
- Karrada Distretto
  - al-Za'franiyya: area semi-rurale on the outskirts of Baghdad squeezed between the Diyala and the Tigris rivers in south-eastern Baghdad.[21]

#### Altre suddivisioni
- Khalis, northeast of Baghdad
- Palestine Street, Aqari distretto,
- Triangolo della morte (Iraq)
  - Yusufiyya—40 km sud di Baghdad
  - Mahmudiyya 40 km sud di Baghdad, nota come “Gateway di Baghdad,”
  - Lutifiyya area a SO di Baghdad
- Mashada, 25 miglia a N di Baghdad[22][23]
- Risafi—a NO di Baghdad[24]
- Taji (in arabo تاجي‎?) area a circa 20 miglia a N di Baghdad. Sito di una vasta base militare controllata dagli Stati Uniti.
- Kamaliyya—a SE di Baghdad[25][26]
- al-Salām, chiamata anche Tobshi—a S di al-Hurriyya[27]

## Cultura
Baghdad ha sempre svolto un ruolo importante nella vita culturale araba ed è stata la casa di famosi scrittori, poeti, musicisti e di altri artisti.

### Istituzioni, enti e associazioni
Fra le più importanti istituzioni culturali cittadine ci sono:
- l'Orchestra Nazionale Irachena - Le prove e i concerti sono stati brevemente interrotti dall'ultimo conflitto ma da allora sono ritornati alla normalità.
- il Teatro Nazionale Iracheno - Il teatro fu saccheggiato alla fine dell'invasione del 2003, ma è in corso di ristrutturazione.

Il teatro ricevette un grande impulso negli anni novanta quando le sanzioni ONU limitarono l'importazione di film stranieri. Più di 30 film furono convertiti in esibizioni dal vivo con un vasto assortimento di produzioni drammatiche e commedie.
Fra le istituzioni che offrono un'educazione culturale a Baghdad ci sono il conservatorio, l'Istituto delle Belle Arti e la Scuola di Musica e Danza Classica. Baghdad è anche la sede di numerosi musei che ospitavano reperti archeologici delle civiltà antiche; molti di essi furono rubati e i musei saccheggiati nel caos che seguì l'ingresso delle truppe statunitensi nella città.

### Monumenti e luoghi d'interesse
Fra i punti d'interesse si annoverano:
- il Museo dell'Iraq, la cui inestimabile collezione archeologica fu saccheggiata durante l'invasione del 2003;
- l'arco delle Mani della Vittoria, costruito durante il regime di Saddam Hussein;
- lo zoo di Baghdad;
- la Biblioteca Nazionale, di cui numerosi antichi manoscritti andarono bruciati nell'incendio dell'edificio durante l'invasione statunitense del 2003;
- la moschea di Kāẓimayn (dei due Imam Kāẓim), dalla caratteristica cupola dorata, a nord-ovest di Baghdad, uno dei più importanti luoghi di culto sciiti, completata nel 1515;
- il Palazzo Abbaside ( al-Qaṣr al-ʿAbbāsī ), uno dei più antichi edifici cittadini, risalente al XII secolo;
- la Mustansiriyya, risalente al 1234, centro d'istruzione superiore fondato dal califfo al-Mustansir (1226-1242) e tuttora usato come centro d'insegnamento islamico.
- Tell Muhammad: cinta muraria di 6 metri di spessore, collegata da una rete di canali al Tigri.[28]